# Cladobotryum sphaerocephalum
Cladobotryum sphaerocephalum är en svampart som först beskrevs av Miles Joseph Berkeley, och fick sitt nu gällande namn av Rogerson & Samuels 1993. Cladobotryum sphaerocephalum ingår i släktet Cladobotryum och familjen Hypocreaceae.   Inga underarter finns listade i Catalogue of Life.